# برج‌های الکاظم

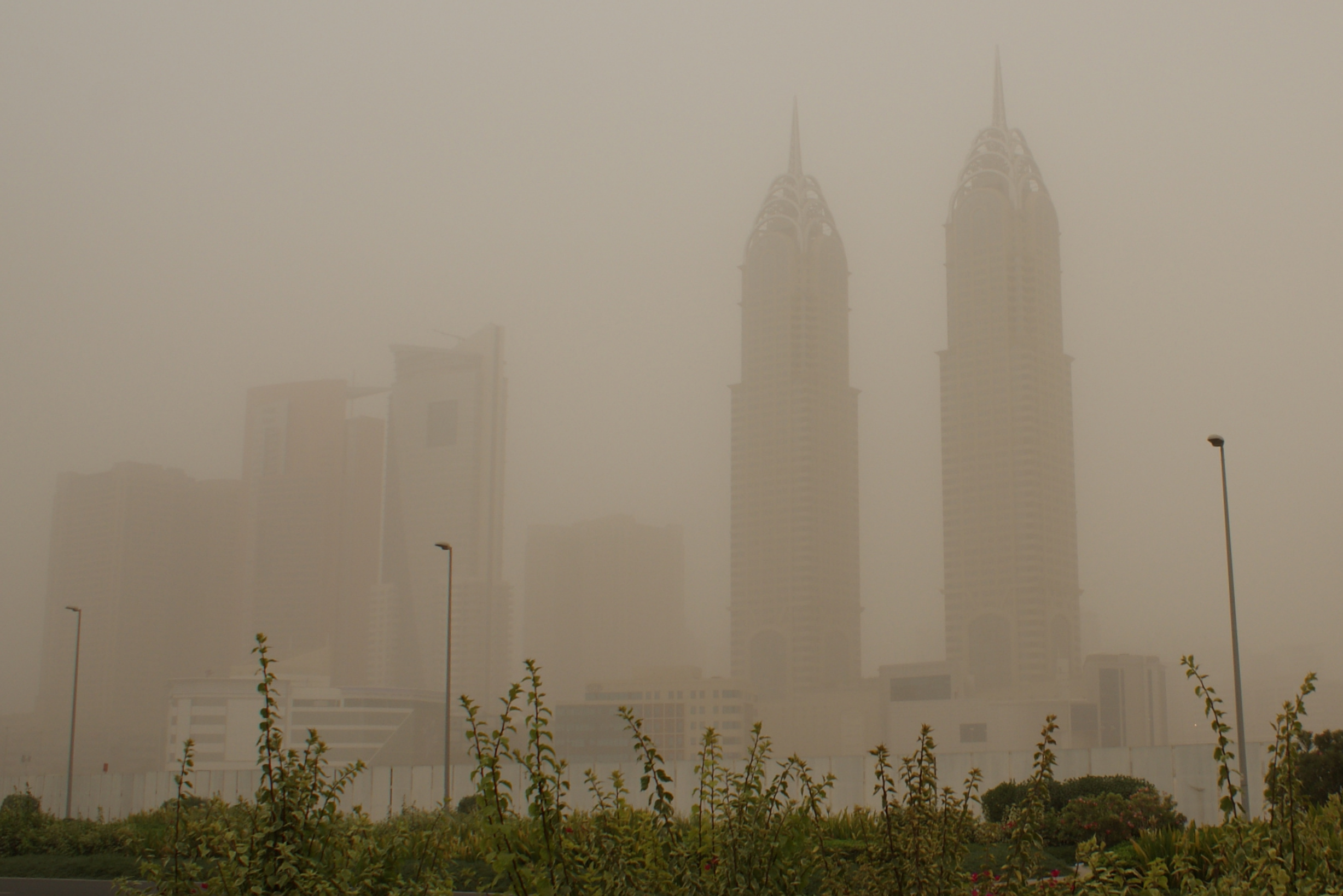
برج‌های الکاظم دبی

برج‌های الکاظم (انگلیسی: Al Kazim Towers) ساختمان اداری تجاری ۵۳ طبقه مستقر در شهر دبی، امارات متحده عربی است، که در سال ۲۰۰۸ احداث گردید.